# Venă obturatoare
Vena obturatoare începe în porțiunea superioară a regiunii adductoare a coapsei și intră în pelvis prin partea superioară a foramenului obturator, în canalul obturator. 
Aceasta are un traseu înapoi și în sus pe peretele lateral al bazinului sub artera obturatoare și apoi trece între ureter și artera hipogastrică, pentru a se termina în vena iliacă internă. 
Are o ramură anterioară și posterioară (asemănătoare arterei obturatoare). 

## Imagini suplimentare

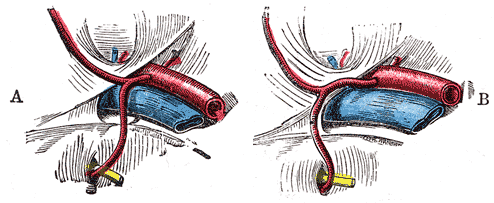
Variații de origine și cursul arterei obturatoare.
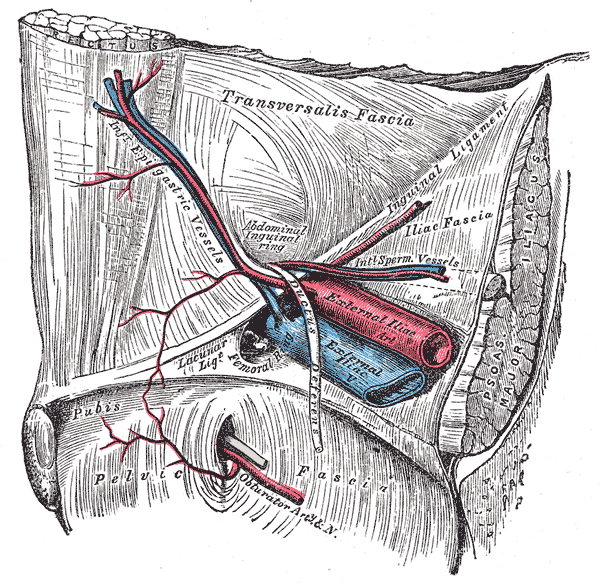
Relațiile inelelor inghinale femurale și abdominale, văzute din interiorul abdomenului. Partea dreapta.
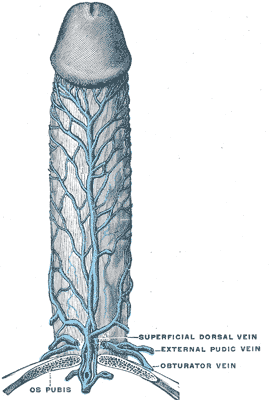
Venele penisului .